# Escut de Paysandú
L'escut de Paysandú va ser aprovat el 25 de juliol de 1928 i el seu creador va ser Salvador Puig y Sarvet. Té dos quarters superiors i un inferior. El superior esquerre mostra una àncora, i simbolitza el port. El dret té una espiga de blat, com a símbol de producció. L'inferior té un dibuix de l'Altiplà d'Artigas, simbolitzant el patriotisme. Els quarters són en atzur, i les línies tenen les paraules Trabajo Paz Progreso ("Treball, Pau, Progrés"). L'escut té un Sol de Maig, simbolitzant la llibertat, i una orla de llorers, evocativa de la tradició de glòria de Paysandú.